# Жуис-ди-Фора
Жуи́с-ди-Фо́ра (порт. Juiz de Fora) — муниципалитет в Бразилии, входит в штат Минас-Жерайс. Составная часть мезорегиона Зона-да-Мата. Входит в экономико-статистический микрорегион Жуис-ди-Фора. Население составляет 513 348 человек на 2007 год. Занимает площадь 1436,850 км². Плотность населения — 357,3 чел./км².

## История
Город основан 31 мая 1850 года.

## Статистика
- Валовой внутренний продукт на 2005 год составляет 5 256 357 тыс. реалов (данные: Бразильский институт географии и статистики).
- Валовой внутренний продукт на душу населения на 2005 год составляет 10 489,00 реалов (данные: Бразильский институт географии и статистики).
- Индекс развития человеческого потенциала на 2007 год составляет 0,832 (данные: Программа развития ООН).

## География
Климат местности: горный тропический. В соответствии с классификацией Кёппена, климат относится к категории Cwa.

## Галерея

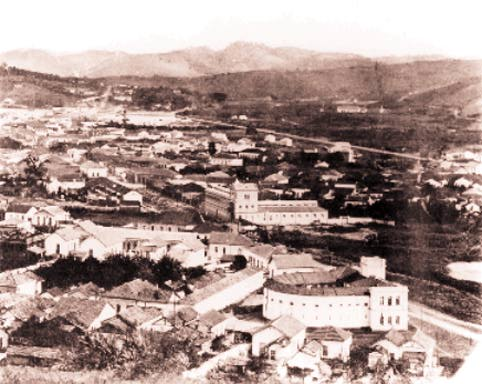
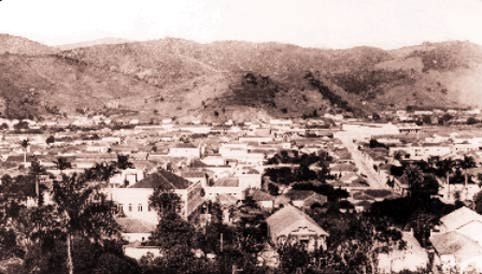